# سقوط کاخ سفید
سقوط کاخ سفید (به انگلیسی: White House Down) فیلمی اکشن به کارگردانی رولند امریش و محصول سال ۲۰۱۳ آمریکا است. داستان فیلم دربارهٔ یک حمله به کاخ سفید است که از یک طرف مهاجمان در پی به گروگان گرفتن رئیس‌جمهور جیمز ساویر (با بازی جیمی فاکس) هستند و در طرف دیگر پلیسی به نام جان کیل (با بازی چنینگ تیتوم) می‌خواهد رئیس‌جمهور را نجات دهد.

## بازیگران
- چنینگ تیتوم در نقش جان کیل، پلیس پارلمان.
- جیمی فاکس در نقش جیمز دبلیو ساویر، رئیس‌جمهور.
- مگی جیلنهال در نقش کارول فینرتی، مأمور سرویس مخفی.
- جیسون کلارک در نقش امیل استنز، عضو سابق نیروی دلتا و سردستهٔ مزدوران مهاجم به کاخ سفید.
- ریچارد جنکینز در نقش الی رافلسن، رئیس مجلس نمایندگان و طراح اصلی حمله به کاخ سفید.
- جوئی کینگ در نقش امیلی کیل، دختر جان کیل.
- جیمز وودز در نقش مارتین واکر، مسئول امور رئیس‌جمهور و مجری حمله به کاخ سفید.
- نیکلاس رایت، در نقش دنی اسمیت، راهنمای تور کاخ سفید.
- جیمی سیمپسون در نقش اسکیپ تایلر، هکر کامپیوتر و عضو تیم استنز.
- مایکل مورفی در نقش آلوین هموند، معاون رئیس‌جمهور.
- راچل لفور در نقش ملانی، همسر سابق جان کیل.
- لنس ردیک در نقش ژنرال کالفیلد، معاون رئیس ستاد مشترک ارتش.
- مت کرون در نقش کلرمن، مأمور پلیس پارلمان.
- جک وبر در نقش تد هوپ، مأمور سرویس مخفی.
- پیتر جکوبسن در نقش والاس، رئیس ستاد معاون رئیس‌جمهور.
- باربارا ویلیامز در نقش موریل واکر، همسر مارتین واکر.
- کوین رنکین در نقش کارل کیلیک، یکی از افراد استنز که در ۱۲ سالگی برای به آتش کشیدن فروشگاهی که آفریقایی‌تبارها را استخدام می‌کرده تلاش نموده‌است.
- آنتونی لمک در نقش کاپیتان هاتن، تحلیل‌گر پنتاگون.
- وینسنت لکلرک در نقش رایان تاد، مأمور سرویس مخفی.
- گارسل بووی در نقش آلیسن ساویر، بانوی اول ایالات متحده.
- کایل گیتهاوس در نقش کرناد کرن، از مزدوران تیم استنز.
- فالک هنچل در نقش ماتس، از مزدوران تیم استنز.
- جکی‌گیری در نقش جنا، دستیار معاون رئیس‌جمهور.